# Souto de Lafões
Souto de Lafões ist ein Ort und eine ehemalige Gemeinde (Freguesia) im portugiesischen Kreis Oliveira de Frades. Die Gemeinde hatte 833 Einwohner (Stand 30. Juni 2011).
Am 29. September 2013 wurden die Gemeinden Souto de Lafões, Sejães und Oliveira de Frades zur neuen Gemeinde União das Freguesias de Oliveira de Frades, Souto de Lafões e Sejães zusammengeschlossen.